# NGC 6106
NGC 6106 este o galaxie spirală situată în constelația Hercule. A fost descoperită în 13 aprilie 1784 de către William Herschel. Se află la o distanță de 23,23 de megaparseci de Pământ.